# Piotr Paziński (dziennikarz)
Piotr Paziński (ur. 9 lipca 1973) – polski dziennikarz, pisarz, eseista, krytyk literacki i tłumacz.

## Życiorys
Jest absolwentem VI Liceum Ogólnokształcącego im. Tadeusza Reytana w Warszawie. W 1999 ukończył studia filozoficzne na Uniwersytecie Warszawskim. W 2005 w Instytucie Badań Literackich Polskiej Akademii Nauk uzyskał stopień doktora nauk humanistycznych w zakresie literaturoznawstwa na podstawie rozprawy pt. Labirynt i drzewo. Studia nad Ulissesem Jamesa Joyce’a, której promotorem był Michał Głowiński.
W latach 1992–1997 był dziennikarzem działu zagranicznego „Gazety Wyborczej”. Od 1997 dziennikarz, a w latach 2000–2019 redaktor naczelny czasopisma „Midrasz”.
Laureat Paszportu „Polityki” 2009 w dziedzinie literatury za debiutancką powieść Pensjonat; za tę samą powieść został nominowany do Nagrody Literackiej „Nike”. W 2012 Pensjonat otrzymał Europejską Nagrodę Literacką.
Za książkę Rzeczywistość poprzecierana był nominowany do Nagrody Literackiej Gdynia 2016 w kategorii esej, za którą też otrzymał Nagrodę Redakcji „Literatury na Świecie”. W 2017 za tłumaczenie książki Przypowieść o skrybie i inne opowiadania Szmuela Josefa Agnona otrzymał Nagrodę Prezydenta Miasta Gdańska im. Tadeusza Boya-Żeleńskiego. W 2024 jego esej Przebierańcy w nicości znalazł się w finałowej siódemce Nagrody Literackiej „Nike”.
Wchodzi w skład Kapituły Nagrody Newsweeka im. Teresy Torańskiej.

## Publikacje książkowe
- 2020: Atrapy stworzenia
- 2015: Rzeczywistość poprzecierana
- 2013: Ptasie ulice
- 2009: Pensjonat
- 2008: Dublin z Ulissesem. Wraz ze słownikiem bohaterów Ulissesa
- 2005: Labirynt i drzewo. Studia nad Ulissesem Jamesa Joyce’a